# 申秉礼
申秉礼，真定县人，元朝政治人物。

## 生平
1334年接替李也先不花任松江府知府一职，1337年由燕琳接任。他在擔任松江知府期間遇到水災、旱災、火災時，據說體恤民情，人民特意为其立碑。